# Серра, Лучана
Лучана Серра (итал. Luciana Serra; род. 4 ноября 1946, Генуя, Италия) — итальянская оперная певица (лирико-колоратурное сопрано), музыкальный педагог.

## Биография
Лучана Серра родилась 4 ноября 1946 года в городе в Генуе. Её международный дебют состоялся в 1966 году в Будапеште. Первый долгосрочный контракт — придворный оперный театр в Тегеране. После возвращения на родину певица с успехом дебютировала на ведущих отечественных сценах, включая «Ла Скала». Её слава достигла пика в 1980-х годах, когда она исполнила партию Царицы ночи в «Волшебной флейте» в Королевском оперном театре в Лондоне. В 1988 году Серра дебютировала в Венской опере. Певица настоящей итальянской школы проводит мастер-классы по всему миру, преподает технику вокала в «Академии Ла Скала» в Милане (l’Accademia della Scala di Milano).

## Фильмография
- 1981 — Сказки Гофмана (John Schlesinger) / Jacques Offenbach: Les Contes d’Hoffmann
- 1991 — Волшебная флейта (John Cox) / James Levine — Mozart: Die Zauberflote